# Adamantina (tiểu vùng)
Adamantina là một tiểu vùng thuộc bang São Paulo, Brasil. Tiều vùng này có diện tích 3659 km², dân số năm 2007 là 151427 người.